# 奈良県立室生高等学校
奈良県立室生高等学校（ならけんりつ むろうこうとうがっこう, Nara Prefectural Murou High School）は、かつて奈良県宇陀市室生区にあった公立の高等学校。
2004年（平成16年）に奈良県立榛原高等学校と統合され、奈良県立榛生昇陽高等学校が新設されたことにより募集を停止し、2006年（平成18年）3月に閉校した。宇陀高等女学校、榛原高等学校とともに、同窓会は榛生昇陽高等学校同窓会に統合されている。

## 設置課程・学科
- 全日制課程 普通科

## 沿革
前史
- 1948年（昭和23年）12月1日 - （三本松村立）「奈良県立榛原高等学校三本松分校」（定時制）が設置される。三本松中学校に併設される。
  - 榛原高等学校本校は奈良県立であったが、分校の設置者は三本松村であった。
- 1955年（昭和30年）- 宇陀郡2村（三本松・室生）、山辺郡1村（東里）が合併の上、室生村が発足したことにより設置者が室生村となる。
- 1956年（昭和31年）4月1日 - 奈良県立山辺高等学校東里分校を統合し、「奈良県立榛原高等学校室生分校」と改称。
- 1958年（昭和33年）- 大字三本松琴引から大字大野ワダヤマに校舎を新築し移転を完了。
- 1963年（昭和38年）4月1日 - 設置者が室生村から奈良県に変更され、県立高等学校となる。
- 1984年（昭和59年）4月1日 - 生徒募集を停止。
- 1987年（昭和62年）3月31日 - 廃止される。

正史
- 1984年（昭和59年）4月1日 - 奈良県立高等学校設置準備事務所が開設される。
- 1985年（昭和60年）12月18日 - 奈良県立室生高等学校が設置される。
- 1986年（昭和61年）4月1日 - 「奈良県立室生高等学校」が開校。4学級編成を行う。
- 1987年（昭和62年）7月 - 硬式野球部が、高野連に加盟し、第69回全国高等学校野球選手権大会奈良地方大会に出場。
- 1992年（平成4年）- 生徒の受け入れを4学級分から3学級分に減員（前年の入学者数179から122に減員）
- 2004年（平成16年）4月1日 - 奈良県立榛原高等学校との統合により、奈良県立榛生昇陽高等学校が新設される。
  - 室生高等学校としての募集を停止。ただし、在校生（2003年（平成15年）入学生）が卒業するまで経過措置として存続される。
- 2006年（平成18年）3月31日 - 閉校。

跡地
- 2014年(平成26年)3月29日 - 跡地に奈良県立橿原考古学研究所室生埋蔵文化財整理収蔵センターが開所[1]。

## 卒業後の進路
- 卒業後、進学した者は少なめで、就職者が多い傾向にあった。進学の一例として、大阪経済法科大学、奈良産業大学、天理大学、近畿大学、大阪芸術大学、花園大学、龍谷大学、池坊短期大学、奈良文化女子短期大学、桜井女子短期大学、白鳳女子短期大学、奈良芸術短期大学、大阪工業大学短期大学部、大阪産業大学短期大学部、近畿大学短期大学部、帝塚山大学短期大学部、三重中京大学短期大学部などがある[2]

## 関連サイト
- 奈良県立榛生昇陽高等学校
- 旧室生村のあゆみ - 宇陀市ウェブサイト
- 奈良県立高等学校等設置条例改正の概要 - 奈良県ウェブサイト
- 奈良県立橿原考古学研究所室生埋蔵文化財整理収蔵センター開所式 - 奈良県立橿原考古学研究所